# ネオ・リーマン理論
ネオ・リーマン理論（Neo-Riemannian theory）は、デビッド・レヴィン、ブライアン・ハイアー、リチャード・コーン、ヘンリー・クランペンハウアーなどの音楽理論家の著作に存在する、おおまかな観念の集まりである。これらの観念を結びつけるものは、主音（tonic）への言及を必ずしも必要とせずに、和声を関連付ける上で中心となる取り組みである。
当初、これらの和声を構成するものは長三和音と短三和音のみであった。その後、ネオ・リーマン理論は標準的な不協和音にも拡張された。「和声的に近接している」ということは、声部連結の効果という形で特徴的に表現される。例えば、C major と E minorの三和音は、一方からもう一方への進行に単一の半音移動のみを必要とするため、近接しているといえる。近接する和音間の動きは、単純な変換によって表現される。たとえば、C majorとE minorのどちらかの方向の進行は、「L」変換によって行われる。拡張された和音の進行は、和声関係のシステム全体を表す幾何学的平面やマップ上に特徴的に表示される。未だに合意が欠けている部分は、この理論で最も重要なことは何かという疑問（流暢な声部連結か、変換か、または幾何学によってマッピングされる関係のシステムか）である。

この理論は、シューベルト、リスト、ワーグナー、ブルックナーの作品を含む、高度な半音階主義によって特徴付けられる後期ロマン主義時代の和声の習慣を分析するときにしばしば引用される。

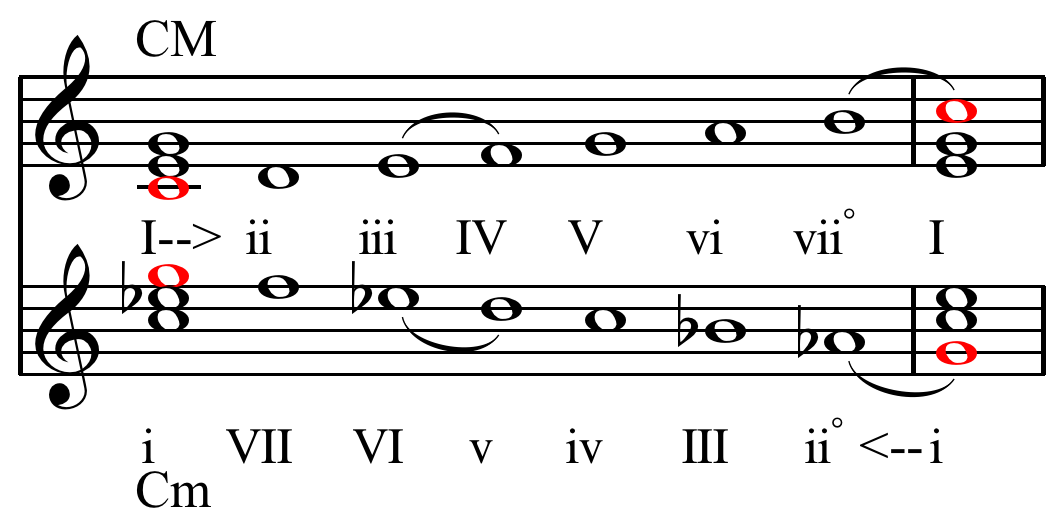
リーマンの「二元論」システムの図解: 長音階と上下逆の短音階。

 ネオ・リーマン理論は、フーゴー・リーマン（1849–1919）（数学者ベルンハルト・リーマンと混同しないこと）にちなんで名付けられた。リーマンは三和音を関連付けるための「二元論（dualist）」システムを提唱し、19世紀初期の和声理論家によって採用された（「ネガティブハーモニー（negative harmony）」としても知られる「二元論」という用語は、長音階と短音階の逆転関係に重点を置き、短三和音は長三和音の「逆」バージョンと見なされる。この「二元論」は、上記の方向転換をもたらすものである。Utonalityも参照）。1880年代に、リーマンはお互いに直接関係する三和音の変換のシステムを提案している。
リーマンの観点の復活は、それが最初に着想された二元論的前提から独立して、デビッド・レヴィン（1933 – 2003）によって始まり、特に彼の記事 "Amfortas's Prayer to Titurel and the Role of D in Parsifal"（1984年）、および彼の作品 Generalized Musical Intervals and Transformations (1987年)に現れている。1990年代および2000年代のその後の発展により、ネオ・リーマン理論の範囲は大幅に拡大し、基本的な教義への数学的体系化がさらに進み、20世紀のレパートリーや音楽心理学にも浸透した。

## 三和音の変換と声部連結

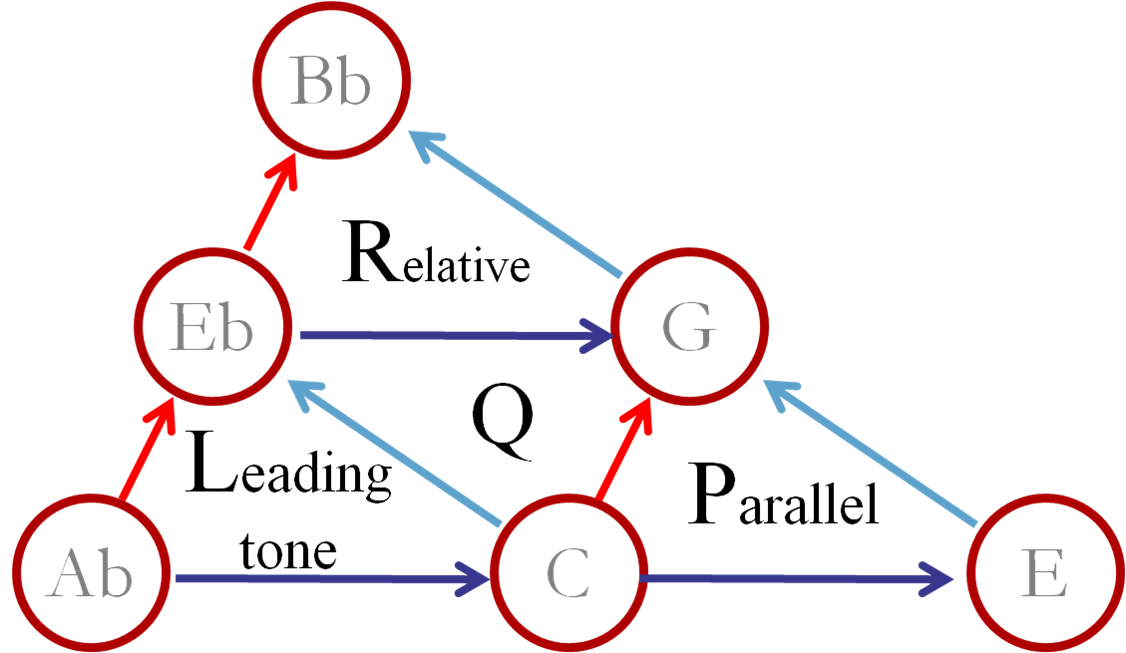
短和音Qに対するPLR操作。

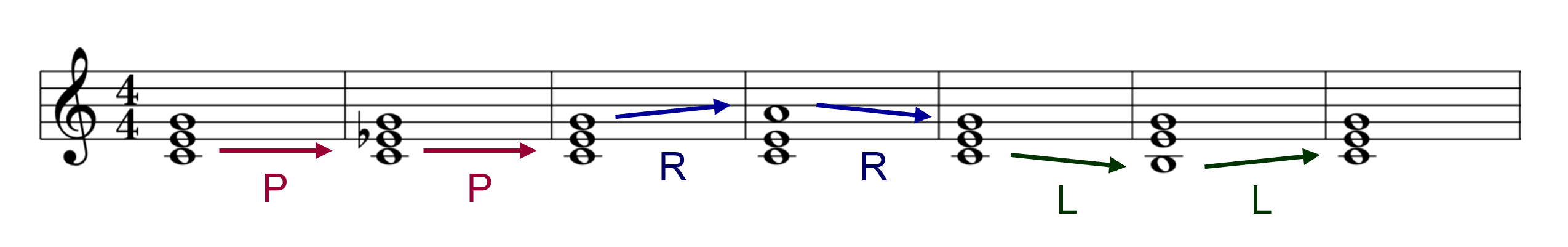
C majorに対してPLR操作を適用した結果。

三和音に関するネオ・リーマン理論の主要な変換は、異なる種（長三和音と短三和音）の和音を接続し、それ自体が逆である（2番目の適用が最初の適用を元に戻す）。これらの変換は純粋に和声的であり、和音間で特定の声部連結は必要ない。C majorからC minorへの動きのすべての例は、音声がどのように声区（register）に分配されるかに関係なく、同じ変換を表す。

### 一次変換
3つの変換は、三和音の3つの音の1つを移動して、異なる三和音を生成する。
- P 変換は、三和音をその同主調（Parallel）と交換する。
  - 長三和音では、第3音を半音下げる（C major から C minor へ）。
  - 短三和音では、第3音を半音上げる（C minor から C major へ）。
- R 変換は、三和音をその平行調（Relative）と交換する。
  - 長三和音では、第5音を全音上げる（C major から A minor へ）。
  - 短三和音では、根音を全音下げる（A minor から C major へ）。
- L 変換は、三和音をその導音と交換（Leading-Tone Exchange）する。
  - 長三和音では、根音を半音単位で下に移動（C major から E minor へ）する。
  - 短三和音では、第5音を半音単位で上に移動（E minor から C major へ）する。

P が完全5度の間隔を保持すること（C と G に対する第3音の候補は、E か E♭ のどちらかしかない）、L は短3度の間隔を保持すること（E と G に対する候補は C か B）、R は長3度の間隔を保持すること（C と E に対する候補は G か A）ことに注目すること。

### 二次変換
基本操作を組み合わせることで、二次変換を構築できる。
- N（またはNebenverwandt, ドイツ語: next relation）関係は、長三和音をサブドミナントな短三和音と交換し、短三和音をドミナントな長三和音（C major と F minor）に交換する。

これは、R、L、およびPを連続して適用することで得られる。
- S（またはSlide）関係は、第3音を共有する2つの三和音（C major と C♯ minor）を交換する。

L、P、Rを順番に連続して適用することで得られる。
- H 関係（LPL）は、三和音を hexatonic pole に従って（C major とA♭ minor）交換する[注釈 1][6]。

L、P、およびR変換の任意の組み合わせは、長三和音と短三和音では逆に作用する。例えば、R-then-P は、C major から A minor を経由して A major、つまり短3度下に転置する一方、C minor からは E♭ major を経由し E♭ minor に、つまり短3度上に転置する。

なお、リーマン理論の執筆はドイツ語、ネオ・リーマン理論の各研究は主に英語で行われたものであり、対応する変換の名称が両言語で異なるため注意が必要である。
| 略号 | リーマン理論（ドイツ語） | ネオ・リーマン理論（英語） |
| ---- | ------------------------ | -------------------------- |
| P    | Variant(klang)           | Parallel                   |
| R    | Parallel(klang)          | Relative                   |
| L    | Leittonwechsel(klang)    | Leading-tone exchange      |

ネオ・リーマン理論の初期の研究では、これらの変換は声部連結に明確な注意を払う必要はなく、ほぼ調和のとれた方法で扱われた。後に、コーンは、声部連結の特定の問題について考えると、ネオ・リーマン理論が自然に現れることを指摘した。たとえば、2つの共通音のある2つの三和音（長三和音と短三和音）が、第3音をリードする段階的な音声で接続できる（1音でリードする段階的な音声の特性は、声部連結においてケチと呼ばれる）のは、上記のL、P、R変換のいずれかによってリンクされている場合にのみである。ここでは、リーマンの研究のように基本的な理論的仮説ではなく、「ケチ」な声部連結への関心の副産物として、反転関係の強調が自然に生じることに注意すること。
最近では、ドミトリ・ティモチュコは、ネオ・リーマンの操作と声部連結との関係は「おおよそ」のものに過ぎないと主張している（以下を参照）。さらに、ネオ・リーマン理論の形式では、声部連結の扱い方はやや遠回しである。上記で定義した通り、「ネオ・リーマン変換」は、和音間の各音に対して特定のマッピングを必ずしも必要としない純粋な和声関係である。

## グラフィカルな表現

Tonnetzは、短3度、長3度、完全5度で区切られる場合、線でピッチが接続される。Tonnetzはトーラス（円環面）として解釈され、12個のノード（ピッチ）と24個の三角形（三和音）を有する。

ネオ・リーマン変換は、いくつかの相互関係のある幾何学的構造でモデル化できる。リーマンの Tonnetz（"tonal grid", 右側に示す）は、3つの協和音の間隔に対応する、3つの単体軸に沿ったピッチの平面配列である。長三和音と短三和音は、Tonnetz の平面をタイル状に結ぶ三角形で表される。辺で隣接する三和音は2つの共通のピッチを共有するため、主要な変換は Tonnetz の最小運動として表される。名前の由来となった理論家とは異なり、ネオ・リーマン理論では典型的に異名同音（G♯ = A♭）は等価であると仮定し、平面的なグラフをトーラス（円環面）で覆う。

ドーナツ型（toroidal）のネオ・リーマン型Tonnetz。

その他の声調に関する幾何学は、古典的なTonnetzの特定の特徴を分離または拡張するネオ・リーマン理論で説明される。リチャード・コーンは、Hyper Hexatonic system を開発し、彼が「最大の滑らかさ」と述べる、別々の長3度のサイクル内およびサイクル間の動きについて述べた（Cohn、1996）。別の幾何学図形である Cube Dance は、Jack Douthettによって発明された。Tonnetzの幾何学的双対を特徴として、三和音は三角形ではなく頂点とし、増三和音を点在させることによって、よりスムーズな声部連結を可能としている（Douthett and Steinbach、1998）。
ネオ・リーマン理論に関する幾何学的表現の多くは、クリフトン・カレンダー、イアン・クイン、およびドミトリ・ティモチュコによって研究された連続的な声部連結空間によって、より一般的な枠組みに統合されている。この取り組みでは、まず2004年にカレンダーが、3音からなる「コードタイプ」（「major」など）を表すことに焦点を当てた連続空間を表現した。それには1音を別の音にスライドさせる「連続的な変換」をモデリングする空間が使用される。後に、ティモチュコは、カレンダーの空間内のパスが特定のクラスの声部連結（2008年にティモチュコによって説明された、「個別のT関係」声部連結）と同型であることを示し、ネオ・リーマン理論のそれらにより密接に類似した空間の一群を開発した。ティモチュコの空間では、点はより一般的なコードタイプ（「major」など）ではなく、あらゆるサイズの特定のコード（「C major」など）を表す。最後に、カレンダー、クイン、およびティモチュコは、これらとさまざまな音楽理論的特性を表す他の多くの幾何学的空間を接続する統合フレームワークを共に提案した。
ハーモニックテーブルノートレイアウトは、このグラフィカルな表現を現代的に実現して音楽インターフェイスを作成するものである。

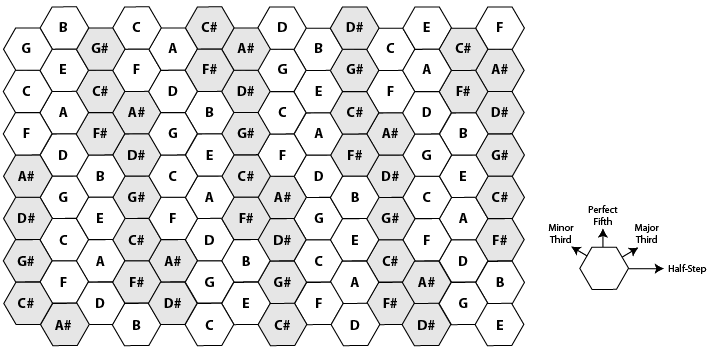
ハーモニックテーブルノートレイアウト

Planet-4Dモデルは、従来のTonnetzを超球面（Hypersphere）の表面に埋め込む

2011年に、ジル・バロワンは、伝統的なTonnetzを4Dの超球面を埋め込むPlanet-4Dモデル（グラフ理論に基づく新しい視覚化システム）を提示した。Tonnetzのもう1つの最近の連続的なバージョンは（オリジナルとデュアルの両方の形式で）The Torii of Phasesであり、これにより、たとえば初期のロマン派音楽で、さらに細かい分析が可能になる。

## 批判
ネオ・リーマン理論家は、多くの場合3つの基本的なLPR変換の組み合わせとしてコード進行を分析する。これは、2つの共通音を保持する唯一の変換である。したがって、C majorからE majorへの進行は L-then-P として分析される。これは2つの変換を伴うため、2ユニットからなる動きである。これらの距離は、声部連結を不完全にしか反映していない。
たとえば、共通音の保存を優先するネオ・リーマン理論の系統によれば、C majorは2つの動き（R-then-L）によってF majorに変換できる一方、C majorからF minorに移動するには、3つの動き（R-then-L-then-P）が必要である（C majorはF minorよりもF majorに近い）。ただし、半音階的な声部連結の観点からは、F minorはF majorよりもC majorに近い。なぜなら、F minorからC majorへの変換にはわずか2半音の動きしか必要ない（A♭→G、F→E）のに対し、F majorからC majorへの変換には3つの半音の動作を取る（A→A♭→G、F→E）ためである。したがって、LPR変換では、19世紀の和声の基本的なルーチンの1つであるIV-iv-I進行の声部連結の効果を説明できない。共通音についても同様の点を指摘できることに注意すること: Tonnetzでは、F minorとC majorには1つの共通音があり、E♭ minorとC majorの間には1つもないにもかかわらず、F minorとE♭ minorは両方ともC majorから3ステップとなる。
これらの不一致の根底にあるのは、和声近接の最大化についての考えが、2つの共通音が共有されている場合、または音声の主導距離の合計が最小の場合と異なることである。たとえば、R変換では、1つの音が全音単位で移動する。NまたはS変換では、2つの音が半音単位で移動する。共通音の最大化が優先される場合、Rの方が効果的である。個々の音の動きを合計することで声部連結の効果を測定する場合、これらの変換は同等に効果的である。初期のネオ・リーマン理論ではこれら2つの概念が混同されていた。最近の研究ではこの矛盾を解き、共通音の保存とは無関係に声部連結の近接性によって一方的に距離を測定している。それゆえに、「一次」変換と「二次」変換の区別が問題になる。
Jack Douthettは1992年に、R変換で関連付けられた三和音の間に増三和音を補間することにより、三和音の間で正確に声部連結を行う幾何モデルを作成した。Douthettの図は1998年に公開されたが、声部連結のモデルとしてのその優位性は、カレンダー、クイン、およびティモチュコの幾何学的な研究の結果としてかなり後になって初めて評価された。実際、「Cube Dance」とネオ・リーマンの「Tonnetz」の最初の詳細な比較は、Douthettが最初に彼の図を発見してから15年以上経過した2009年に行われた。この一連の研究では、三和音の変換はネオ・リーマン理論の初期段階にあった当理論の基礎としての地位が失われている。声部連結の近接性がもたらす幾何学が中心的な地位を獲得し、変換は定義的なプロパティというより、ある種の標準ルーチンの自己発見を促すラベルとなる。

## 拡張
三連和音の進行への適用を超えて、ネオ・リーマン理論はその後の多くの調査に影響を与えてきた。例えば、
- 神秘和音などのhexachord（英語版）の種の間で、3音を超える和音間の声部連結の近接性（Callender, 1998）[19]
- 不協和音に含まれる共通音の近接性[20]
- クロマティック空間ではなくダイアトニック空間内の三和音間の進行[要出典]
- さまざまなサイズ、種類の音階の間の変換（ドミトリ・ティモチュコの方法で）[21]
- 可能な限りすべての三和音間の、必ずしも対合となるモードシフトを必要としない変換[22]。
- カーディナリティの異なるコード間の変換。クロスタイプ変換と呼ばれる[23]。

これらの拡張のいくつかは、よく知られた調性和音間に対して非伝統的な方法で関係を持たせるというネオ・リーマン理論の懸念を共有している。その他では、特徴的な無調和音に対して声部連結による近接または和声変換を適用する。